# Bedriacum
Bedriacum o Betriacum fue un antiguo vicus romano cerca de la ciudad de Calvatone. El centro romano, identificado por las excavaciones realizadas por la Universidad de Milán, estuvo ubicado en la orilla derecha del río Oglio para proteger un paso fluvial. Parte de los objetos recuperados en el lugar se pueden ver en el Museo Platina, en el municipio de Piadena.

## Batallas
En Bedriacum tuvieron lugar dos batallas en el año 69:
- La primera batalla de Bedriacum que enfrentó a las tropas de Otón y de Vitelio, donde ganó el segundo.
- La segunda batalla de Bedriacum entre las tropas leales a Vitelio y las de Vespasiano, dirigidas por Marco Antonio Primo, ganada por este último.[3]